# 幾徳工業高等専門学校
幾徳工業高等専門学校（いくとくこうぎょうこうとうせんもんがっこう）は、神奈川県厚木市下荻野にあった私立の高等専門学校である。

## 沿革
大洋漁業のオーナーであった中部謙吉が中心となって、神奈川県厚木市にあった同社所有地7万坪のうち約半分を利用して1963年に開校した。開校当初の規模は電気・機械・工業化学の3科目、1学級45人という小規模であった。開校時の総工費は10億円で、費用はその6割を大洋漁業が、残余を同社の傍系会社と中部家で負担したという。また学費についても公立より若干高い程度に抑えていた。その後、本校を母体に1975年4月に幾徳工業大学が開学したことで、全ての卒業生を送り出した1978年に廃校となった。

## 設立経緯
「中部家で10年ほど前から「幾徳会」と称して育英資金を貸与している。延べ人員は4,000人をこえるだろう。この育英会の維持費は大洋漁業と傍系会社が毎年なにがしか寄付してきたのだが、貸付金が返ってくるので寄付金がいらなくなってきた。むしろ中部家が最初に寄付した基本金がふえて、現在は1億数千万円になった。この際、傍系会社の寄付金にいくらかプラスすれば、学校の維持費としてはじゅうぶんだという目算がついた。
大洋漁業としてはこれまで各学校に講堂を寄付することにしてきた。明石の県立高校、山口大学、東京水産大学、北海道大学水産学部、長崎大学など5校におよび、あと5校ほどを予定していた。しかし、最近は各学校の講堂も整いその必要性も薄らいできたので、学校建設に乗り換えたわけである。現在日本では理科系統の学校が少なくて困っている。国でも予算の関係でなかなか思うようにできない。それで小さな規模であるが、費用もかからず、空気のよい所で心おきなく勉強できるような学校を作り、社会の恩に報いたいというのも一つの動機である。」（初代理事長・中部謙吉が日本経済新聞「私の履歴書」に掲載した文章より）